# George I van Hessen-Darmstadt
George I van Hessen-Darmstadt bijgenaamd de Vrome (Kassel, 10 september 1547 - Darmstadt, 7 februari 1596) was van 1567 tot aan zijn dood de eerste landgraaf van Hessen-Darmstadt. Hij behoorde tot het huis Hessen en was de stichter van het huis Hessen-Darmstadt.

## Levensloop
George I was de vierde en jongste zoon van landgraaf Filips I van Hessen en diens eerste echtgenote Christina van Saksen, dochter van hertog George van Saksen.
Na de dood van zijn vader in 1567 werd het landgraafschap Hessen verdeeld tussen George I en zijn drie oudere broers. Hierbij kreeg George het bezit over het landgraafschap Hessen-Darmstadt, dat bestond uit het opperdeel van het vroegere graafschap Katzenelnbogen en ongeveer een achtste van het vroegere landgraafschap Hessen omvatte. Als residentie koos hij het Slot van Darmstadt, dat hij grondig liet uitbreiden en ombouwen. Vanaf 1570 liet hij ook het Slot van Lichtenberg bouwen. Tussen 1572 en 1580 liet hij door bouwmeester Jakob Kesselhut het jachtslot van Kranichstein ombouwen.
Als landgraaf van Hessen-Darmstadt voerde George in feite een schoolplicht door in zijn gebieden. Onder zijn bewind begonnen ook de heksenvervolgingen in Hessen-Darmstadt. Anderzijds kende Darmstadt onder het bewind van George I een enorme economische bloei. Tevens stichtte hij er in 1592 een armenhuis en liet hij vanaf 1594 weeskinderen onderwijzen in het Slot van Darmstadt.
In februari 1596 stierf George I op 46-jarige leeftijd. Hij werd bijgezet in het koor van de Stadskerk van Darmstadt.

## Huwelijk en nakomelingen
Op 17 augustus 1572 huwde George met zijn eerste echtgenote Magdalena (1552-1587), dochter van graaf Bernhard VIII van Lippe. Ze kregen elf kinderen:
- Filips Willem (1576-1576)
- Lodewijk V (1577-1626), landgraaf van Hessen-Darmstadt
- Christina (1578-1596), huwde in 1595 met graaf Frederik Magnus van Erbach
- Elisabeth (1579-1655), huwde in 1601 met graaf Johan Casimir van Nassau-Gleiberg
- Maria Hedwig (1580-1582)
- Filips (1581-1643), landgraaf van Hessen-Butzbach
- Anna (1583-1631), huwde in 1601 graaf Albrecht Otto I van Solms-Laubach
- Frederik I (1585-1638), landgraaf van Hessen-Homburg
- Magdalena (1586-1586)
- Johan (1587-1587)

Op 25 mei 1589 huwde hij met zijn tweede echtgenote Eleonora (1552-1618), weduwe van vorst Joachim Ernst van Anhalt. Ze kregen een zoon:
- Hendrik (1590-1601)

## Voorouders
| Voorouders van George I van Hessen-Darmstadt | Voorouders van George I van Hessen-Darmstadt                                    | Voorouders van George I van Hessen-Darmstadt                                    | Voorouders van George I van Hessen-Darmstadt                                 | Voorouders van George I van Hessen-Darmstadt                                 | Voorouders van George I van Hessen-Darmstadt                        | Voorouders van George I van Hessen-Darmstadt                        | Voorouders van George I van Hessen-Darmstadt                            | Voorouders van George I van Hessen-Darmstadt                            |
| -------------------------------------------- | ------------------------------------------------------------------------------- | ------------------------------------------------------------------------------- | ---------------------------------------------------------------------------- | ---------------------------------------------------------------------------- | ------------------------------------------------------------------- | ------------------------------------------------------------------- | ----------------------------------------------------------------------- | ----------------------------------------------------------------------- |
| Overgrootouders                              | Lodewijk II van Neder-Hessen (1438-1471) ∞ Mathilde van Württemberg (1438-1495) | Lodewijk II van Neder-Hessen (1438-1471) ∞ Mathilde van Württemberg (1438-1495) | Magnus II van Mecklenburg (1441-1503) ∞ Sophia van Pommeren (1460-1504)      | Magnus II van Mecklenburg (1441-1503) ∞ Sophia van Pommeren (1460-1504)      | Albrecht van Saksen (1443-1500) ∞ Sidonia van Podiebrad (1449-1510) | Albrecht van Saksen (1443-1500) ∞ Sidonia van Podiebrad (1449-1510) | Casimir IV van Polen (1427–1492) ∞ Elisabeth van Oostenrijk (1436-1505) | Casimir IV van Polen (1427–1492) ∞ Elisabeth van Oostenrijk (1436-1505) |
| Grootouders                                  | Willem II van Hessen (1469-1509) ∞ Anna van Mecklenburg-Schwerin (1485-1525)    | Willem II van Hessen (1469-1509) ∞ Anna van Mecklenburg-Schwerin (1485-1525)    | Willem II van Hessen (1469-1509) ∞ Anna van Mecklenburg-Schwerin (1485-1525) | Willem II van Hessen (1469-1509) ∞ Anna van Mecklenburg-Schwerin (1485-1525) | George van Saksen (1471-1539) ∞ Barbara van Polen (1478-1534)       | George van Saksen (1471-1539) ∞ Barbara van Polen (1478-1534)       | George van Saksen (1471-1539) ∞ Barbara van Polen (1478-1534)           | George van Saksen (1471-1539) ∞ Barbara van Polen (1478-1534)           |
| Ouders                                       | Filips I van Hessen (1504-1567) ∞ Christina van Saksen (1505-1549)              | Filips I van Hessen (1504-1567) ∞ Christina van Saksen (1505-1549)              | Filips I van Hessen (1504-1567) ∞ Christina van Saksen (1505-1549)           | Filips I van Hessen (1504-1567) ∞ Christina van Saksen (1505-1549)           | Filips I van Hessen (1504-1567) ∞ Christina van Saksen (1505-1549)  | Filips I van Hessen (1504-1567) ∞ Christina van Saksen (1505-1549)  | Filips I van Hessen (1504-1567) ∞ Christina van Saksen (1505-1549)      | Filips I van Hessen (1504-1567) ∞ Christina van Saksen (1505-1549)      |
| George I van Hessen-Darmstadt (1547-1596)    |                                                                                 |                                                                                 |                                                                              |                                                                              |                                                                     |                                                                     |                                                                         |                                                                         |